# Stanisław A. Sroka
Stanisław Andrzej Sroka (ur. 1966 w Gilowicach) – polski historyk mediewista, profesor tytularny.

## Życiorys
W 1995 obronił napisaną pod kierunkiem  Jerzego Wyrozumskiego pracę doktorską pt. Kariery Piastów śląskich na Węgrzech w XIV wieku, a w 2001 habilitował się na podstawie pracy Polacy na Węgrzech za panowania Zygmunta Luksemburskiego. W 2011 otrzymał tytuł profesora nauk humanistycznych. Specjalizuje się w historii stosunków polsko-węgierskich w średniowieczu.
W latach 2008–2012 był dyrektorem Instytutu Historii Uniwersytetu Jagiellońskiego, w latach 2012–2020 był prodziekanem ds. ogólnych, a od 2020 jest dziekanem Wydziału Historycznego Uniwersytetu Jagiellońskiego. 
Był też pracownikiem naukowym Państwowej Wyższej Szkoły Zawodowej im. Jana Grodka w Sanoku.

## Publikacje
- Rodzina Kurowskich w XIV-XV wieku: ze studiów nad dziejami możnowładztwa małopolskiego w średniowieczu, Kraków 1990.
- Z dziejów stosunków polsko-węgierskich w późnym średniowieczu: szkice, Kraków 1995.
- Książę Władysław Opolczyk na Węgrzech: studium z dziejów stosunków polsko-węgierskich w XIV wieku, Kraków 1996.
- Elżbieta Łokietkówna, Bydgoszcz 1999, wyd. 2, Bydgoszcz 2000.
- Historia Węgier do 1526 roku w zarysie, Bydgoszcz 2000.
- Polacy na Węgrzech za panowania Zygmunta Luksemburskiego, Kraków 2001.
- Królowa Jadwiga, Kraków 2002.
- Dokumenty polskie z archiwów dawnego Królestwa Węgier, t. 1–3, Kraków 1998–2003.
- Szkice bardiowskie, Kraków 2003.
- Janosik. Prawdziwa historia karpackiego zbójnika, Kraków 2004.
- Jadwiga Zapolya. Piastówna śląska na Węgrzech w dobie panowania Jagiellonów, Kraków 2005.
- Początki państw. Węgry ISBN 978-83-79-76335-1
- Średniowieczny Bardiów i jego kontakty z Małopolską, Kraków 2010.